# Club Náutico de Cullera
El Club Náutico de Cullera se sitúa en el municipio de Cullera, en la provincia de Valencia (Comunidad Valenciana, España). La villa se encuentra situada en la ribera del Júcar y junto al Mar Mediterráneo, a unos 40 km de la capital de la Comunidad, Valencia. Cullera, junto a otros términos municipales de la Comunidad Valenciana, forma parte del parque natural de la Albufera.
La desembocadura del río, permite la alineación de las embarcaciones que llegan a este puerto, el cual es el único puerto fluvial de toda la Comunidad Valenciana. La salida y entrada al mar aporta un encanto especial principalmente por el paseo por el río, en cuyas riberas suelen encontrarse pescadores y transeúntes paseando.
El club tiene sus instalaciones en el margen izquierdo del río y cuenta con los servicios propios de un puerto además de sede social y restaurante. Su ubicación, en pleno centro de la población, hace mucho más asequible el suministro de cualquier demanda. En las tardes de verano y los fines de semana con buen tiempo, el pantalán se convierte en uno de los paseos más concurridos por residentes y turistas.

## Historia
El Club fue fundado en 1966 por un grupo de amigos que comenzaron con las gestiones previas para la fundación y organización del club. Se nombró una comisión para iniciar los trámites y la labor de captación de fondos. La primera Asamblea General fue en el 67 y en ella se aprobaron los Estatutos Sociales y se designó la primera Junta Directiva del Club. 
La labor de esta primera Directiva fue construir los muelles de atraque, la conducción de agua potable y adecentar la zona concedida por las autoridades de Marina, Obras del Puerto y Ministerio de Obras Públicas. Se construyó el edificio social, se compró una grúa, se completó la iluminación, se embellecieron las zonas ajardinadas, se crearon las secciones deportivas, se reorganizaron los servicios y se saneó la economía.
A partir del año 97 se amplían los muelles de atraque, se crea el servicio de aparcamiento y suministro de gas-oil. Se compra una embarcación de remolque y asistencia para emergencias, y se pone en marcha un circuito cerrado de cámaras de vigilancia para dotar de una mayor seguridad a las instalaciones.
En la actualidad este Club tiene secciones de Vela, Motonáutica, Pesca Deportiva y Remo, aparte comisión organizadora de fiestas y actividades sociales. Pero el objetivo actual principal son las nuevas instalaciones portuarias que se han proyectado para la celebración de la Copa América en Valencia en el 2007.

## Instalaciones
El Club tiene 100 amarres en concesión con una eslora máxima de 15 metros y una eslora mínima de 5 metros.
También cuenta con los servicios básicos como tomas de agua y electricidad, varadero, una rampa para pequeñas embarcaciones, una grúa de 5 toneladas y un edificio social con bar, restaurante y duchas. Aunque se dispone de servicio de Gas-oil, paraconseguir gasolina es necesario dirigirse a la gasolinera local, aunque en las inmediaciones del paseo se pueden solicitar los servicios de varios talleres mecánicos, adquirir efectos náuticos o realizar un abastecimiento general, ya que el Club esta prácticamente en el centro de la población.

## Actividad deportiva
En las instalaciones del puerto se puede practicar piragüismo y las riberas del río son perfectas para pescar.